# Ernesto Kiessel
Ernesto Kiessel (zm. w 1923 r.)- argentyński piłkarz, bramkarz.
Jako gracz klubu CA Huracán wziął udział w turnieju Copa América 1921, gdzie Argentyna pierwszy raz w swych dziejach zdobyła mistrzostwo Ameryki Południowej. Kiessel nie zagrał w żadnym meczu, gdyż podstawowym bramkarzem drużyny był Américo Miguel Tesoriere.
Kiessel tylko raz zagrał w reprezentacji Argentyny - 8 sierpnia 1920 roku wystąpił w zwycięskim 1:0 meczu z Urugwajem, którego stawką był Copa Premio Honor Argentino 1920.